# 양주 낭씨
양주 낭씨(楊州浪氏)는 경기도 양주시를 본관으로 하는 한국의 성씨이다. 시조 낭초(浪礎)는 명(明)나라의 병부시랑(兵部侍郞)을 지내다가 간신의 참소를 입고 배를 타고 도망하여 조선 인조 때에 조선 황해도 옹진(雍津) 근처에 이르러 머물렀다.

## 역사
명(明)나라 숭정(崇禎) 연간인 1628년∼1644년(조선 인조 6∼22) 명(明)나라의 병부시랑(兵部侍郞) 낭초(浪礎)가 간신의 참소를 입고 배를 타고 도망하여 조선 인조 때에 조선 황해도 옹진(雍津) 근처에 이르러 머물렀다. 옹진에서 여(呂)씨 성을 가진 사람에게 도움을 받아 함께 살다가 서천(舒川)으로 옮겨 살았다고 한다.

## 기원
《조선씨족통보》에 따르면 시조인 낭충정공(浪忠正公)은 중국 장쑤성 양주 출신이라고 한다.
이덕무(1741년~1793년)가 저술한 《앙엽기(盎葉記)》에 양주 낭씨로 낭처호(浪處浩), 낭세룡(浪世龍) 등이 있는데, 야인투화자(野人投化者)의 후예라고 기록되어 있다.

## 인물
조선시대 인물로는 조선 정조 때 무과에 급제하여 무예별감(武藝別監)에 근무한 낭세희(浪世熙), 장용위(壯勇衛)에 근무한 낭처호(浪處浩), 낭세룡(浪世龍), 결성현감(結城縣監)을 역임한 낭수일(浪壽一), 진사시에 급제한 낭종호(浪宗鎬) 등이 있다.
- 낭차명(浪次命) : 조선 조 급제(及第)

- 낭처호(浪處浩), 낭세룡(浪世龍) : 조선 정조 때 장용위(壯勇衛). 정조는 1785년(정조 9) 국왕의 호위를 위해 정예 금군으로 구성된 친위체제인 장용위를 창설하였다. 그 뒤 1793년 1월에 수원에 있던 사도세자의 무덤인 현륭원의 호위를 위해 수원을 화성으로 개칭하고 장용영의 외영을 설치한 다음 수원 부사를 유수로 승격시켜 장용외사의 직을 겸하도록 하였다. 그리고 왕의 호위를 담당하고 있던 서울의 본영을 자연히 내영이라 부르게 되었다. 이에 따라 장용위는 내?외영제를 갖춘 명실상부한 군영으로 발전하게 되었으며 정조연간에는 가장 정예한 친위부대였다. 낭세룡과 낭처호는 이 때 화성행차에 동원된 96명 중 한 사람이다.[1]

- 낭수일(浪壽一) : 조선 조 가선대부(嘉善大夫) 행결성현감(行結城縣監)

### 현대 인물
- 낭종호 : 서강대학교 공과대학 컴퓨터공학과 교수, KAIST(한국과학기술원) 공학 박사[2]

## 과거 급제자
양주 낭씨는 조선시대 과거 급제자 2명을 배출하였다.
무과
- 낭세희(浪世熙, 1744년 ~ ?) : 조선 정조(正祖) 8년(1784년) 갑진(甲辰) 정시(庭試) 병과(丙科)[3]

진사시
- 낭종호(浪宗鎬, 1874년 ~ ?) : 조선 고종(高宗) 31년(1894년) 갑오(甲午) 식년시(式年試) 3등[4]

## 인구
1930년 국세조사에 36가구로 조사되었는데, 그 중 29가구가 서울에 거주하였고, 4가구는 함경남도 갑산군에 집성촌을 이루었다. 나머지는 충청남도 예산군, 충청북도 충주시, 강원도 홍천군에 각각 1가구씩 살고 있었다.
대한민국 통계청의 인구조사에 의하면 양주 낭씨는 1985년에는 67가구, 245명, 2000년에는 111가구, 334명이 있는 것으로 조사되었다.
2015년에는 양주 낭씨 115명, 양주 랑씨 79명으로 총 194명이다.